# Sophronica subcamerunica
Sophronica subcamerunica är en skalbaggsart som beskrevs av Stefan von Breuning 1969. Sophronica subcamerunica ingår i släktet Sophronica och familjen långhorningar. Inga underarter finns listade i Catalogue of Life.